# Vilya
Vilya är ett fiktivt föremål i J.R.R Tolkiens värld om Midgård. Vilya är luftens ring och som gjordes av guld och prydd med en stor blå sten. Namnet kommer från Quenya och betyder luft. 
Det anses allmänt att Vilya var den mäktigaste av de tre ringarna (de två andra ringarna är Nenya och Narya). Den exakta makt som Vilya hade nämns inte, men det är rimligt att spekulera i att det också har makten att bota och att bevara (det nämns i Silmarillion att Celebrimbor hade förfalskat de tre för att läka och för att bevara, snarare än att förbättra styrkan hos varje enskild innehavare som de sju för dvärgarna, de nio för människorna, och de mindre ringarna gjorde). Det finns vissa spekulationer om att ringen kontrollerade mindre delar, med tanke på evenemang där Elrond hade sammankallat en ström av vatten som hindrade Nazgûls försök att invadera Vattnadal.
När Sauron hade ödelagt Eregion sändes Vilya till alvkonungen Gil-galad, långt borta till Lindon. Där det senare gavs till Elrond, som bar det genom de senare åren av Andra Åldern och i hela Tredje Åldern. Gil-galad var den högste kungen av noldor alverna. När Saurons besegrades fullständigt minskade Vilyas makt och det togs över havet av Elrond i slutet av den tredje åldern.